# Allobates subfolionidificans
Espèce
Synonymes
- Colostethus subfolionidificans Lima, Sanchez & Souza, 2007

Statut de conservation UICN

 VU D2 : Vulnérable
Allobates subfolionidificans est une espèce d'amphibiens de la famille des Aromobatidae.

## Répartition
Cette espèce est endémique de Rio Branco en Acre au Brésil. Elle se rencontre à 136 m d'altitude.

## Publication originale
- Lima, Sanchez & Souza, 2007 : A New Amazonian Species of the Frog Genus Colostethus (Dendrobatidae) that Lays its Eggs on Undersides of Leaves. Copeia, vol. 2007, no 1, p. 114–122 (texte intégral).